# Добриша Цесарић
Добриша Цесарић (Славонска Пожега, 10. јануар 1902 — Загреб, 18. децембар 1980) био је хрватски и југословенски песник.

## Биографија
Детињство је провео у Осијеку, матурирао у Загребу, где је и студирао на Филозофском факултету. Био је библиотекар Школе народног здравља у Загребу све до 1941. године, и редактор у издавачкој кући Зора до пензионисања. Редован је члан Југославенске академије знаности и уметности.
У књижевности се појавио као ђак песмом И ја љубим у часопису Побратим 1916. године, а прву књигу песама објавио је 1931. у властитој издавачкој кући и за то добио награду Југославенске академије знаности и уметности (ЈАЗУ) за најбољу збирку песама. Потом је штампао више збирки поезије, за живота је објавио шест књига које су различити избори већ објављиваних песама, писао је критичке и мемоарске текстове.
Као песника сутона, вечери, јесени, бола и жудње за светлом, највише га је заоукупљало обично, свакодневно, неупадљиво људско лице из забаченог ресторана или болничке чекаонице, из загушљиве канцеларије или подстанарске собице из радничког стана или трешњевачке улице.
Због једноставности и јасноће, али и наративности, Цесарићева лирика је уживала велику популарност у широким читалачким круговима. Заокупљен темом субјекта у отуђеном свету, поезији је вратио естетику бола, а оријентација на човека и друштво упутила га је на социјално ангажовану књижевност.
Цесарић је много преводио са немачког (Гетеа, Хајнеа и Рилкеа) и руског (Пушкина, Љермонтова, Јесењина и други) језика. Један је од преводилаца чувене Хајнеове песме Азра.
Добитник је награде „Горанов вијенац“ 1976.